# Igor Paskual
Igor Pascual del Valle (San Sebastián, 13 de diciembre de 1975), conocido por su nombre artístico Igor Paskual, es un cantante, guitarrista, compositor y productor español.

## Biografía
Tras pasar su infancia en San Sebastián se traslada junto a su familia a Asturias. Estudió en el Instituto del Cristo de la capital asturiana y se licenció en Historia del Arte por la Universidad de Oviedo. Durante su juventud forma parte de varias bandas locales como Diana y los Rockatones,  Stormy Mondays, Cannonballs o los Débiles. A finales de 1994 forma su propia banda, Babylon Chat, con influencias de artistas Glam como Marc Bolan & T-Rex, Kiss o David Bowie.
En 2001 Babylon Chat son invitados a participar como teloneros en un concierto de Loquillo y los Trogloditas en Madrid. La buena sintonía de los asturianos con el público del “Loco” hace que vuelvan a ser requeridos para participar en más conciertos conjuntos. Igor Paskual comienza a forjar entonces una buena amistad con Loquillo, que trasladan al nivel profesional formando tándem compositivo. Para el álbum Feo, Fuerte y Formal firman varias canciones juntos y cuando Ricard Puigdomènech abandona los Trogloditas, este no duda en ofrecerle el puesto a Paskual que deja Babylon Chat para unirse a la banda como guitarrista y compositor.
Como compositor, en colaboración con Loquillo, Igor Paskual ha aportado numerosos temas al repertorio de la banda; Arte y Ensayo, Rock’n’Roll Actitud, Restos de Serie, Memoria de Jóvenes Airados, Hotel Palafox o La Belle Dame Sans Merci.
En 2011 lanza Equilibrio Inestable, su debut en solitario. Una colección de canciones largamente testadas y perfeccionadas en directo que se alejan del estilo de las composiciones que realiza para Loquillo.
En 2013 publica "El Arte de Mentir", un libro en el que mezcla reflexiones y experiencias sobre literatura, rock, arte, drogas y sexo. Columnista habitual en diferentes medios de comunicación, en octubre de 2015 publica "Rugidos de gato", una recopilación de sus artículos para el diario El Comercio.
En noviembre de 2015 publica su segundo álbum, "Tierra Firme", grabado en los estudios Fase 4 de Gijón junto al productor Carlos Stro.
En 2019, Igor Paskual comisionó en el Museo del Prado la muestra El placer y el dolor. Pintura y música. Un recorrido por las principales pinturas de la pinacoteca en el que varias formaciones musicales interpretaban piezas acordes con la época de cada obra. El propio Paskual participó también como intérprete, formando dúo con el periodista Ángel Carmona frente a la obra Los Fusilamientos del 3 de mayo de Goya.

## Discografía

### Babylon Chat
- Sex Shop 1997 (Boomerang)
- Hotel Adicción 2000 (Avispa Music)
- Bailando con Brando 2001 (Avispa Music)

### Loquillo y Los Trogloditas
- Arte y Ensayo 2004 (DRO East West)

### Loquillo
- Balmoral 2008 (Warner Music)
- La nave de los locos 2012 (DRO East West)
- El creyente (Directo) 2014 (Warner Music)
- Código Rocker (Con Nu Niles) 2015 (Warner Music)
- Viento del Este 2016 (Warner Music)
- Salud y Rock'n'Roll (Directo) 2016 (Warner Music)

### Igor Paskual
- Equilibrio Inestable 2011 (Pop Up Musica)
- Tierra Firme 2015 (Dro/Warner)
- La Pasión Según Igor Paskual 2019 (Dro/Warner)